# Jätteflodabborre (djur)
Jätteflodabborre (Maccullochella macquariensis) är en australiensk fiskart som först beskrevs av Cuvier 1829.  Jätteflodabborre ingår i släktet Maccullochella och familjen Percichthyidae. IUCN kategoriserar arten globalt som starkt hotad. Inga underarter finns listade i Catalogue of Life.